# Opel Vectra
Der Opel Vectra ist ein Fahrzeug der Mittelklasse von Opel, das von Oktober 1988 bis Juli 2008 produziert wurde. Für den britischen Markt wurde er als Vauxhall Cavalier, später als Vauxhall Vectra vermarktet; in Lateinamerika als Chevrolet Vectra und in Australien als Holden Vectra. Das Vorgängermodell war der Opel Ascona, als Nachfolgemodell kam im November 2008 der Opel Insignia auf den Markt.
Parallel zum Vectra wurde ab Februar 2003 eine Steilheckvariante mit einer flexiblen Rücksitzanordnung und großzügigen Platzverhältnissen im Fond auf Basis der Kombiversion als Opel Signum angeboten, die mit Erscheinen des Vectra-Nachfolgers Insignia ebenfalls eingestellt wurde.

## Baureihen im Überblick

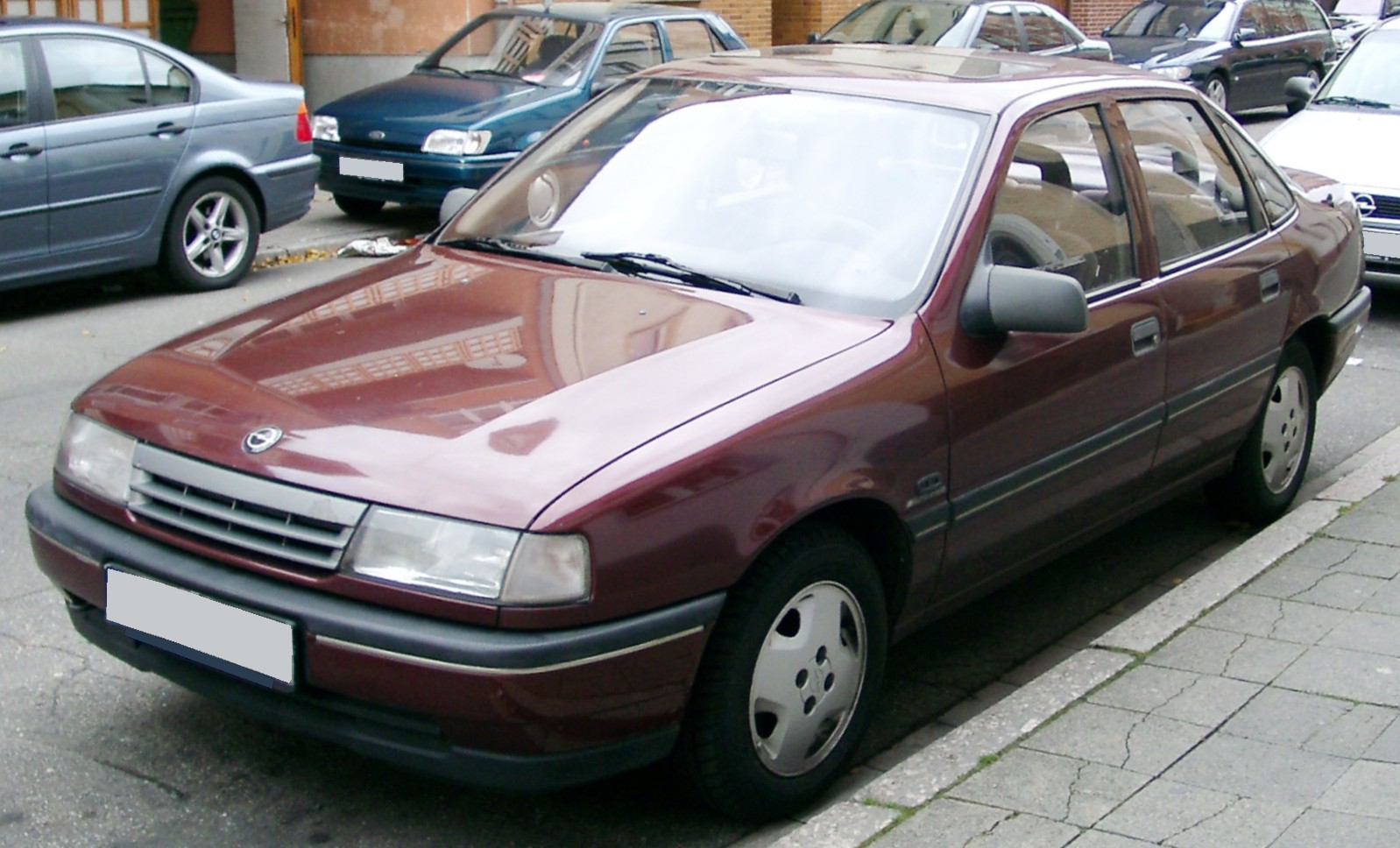
Opel Vectra A (1988–1995)
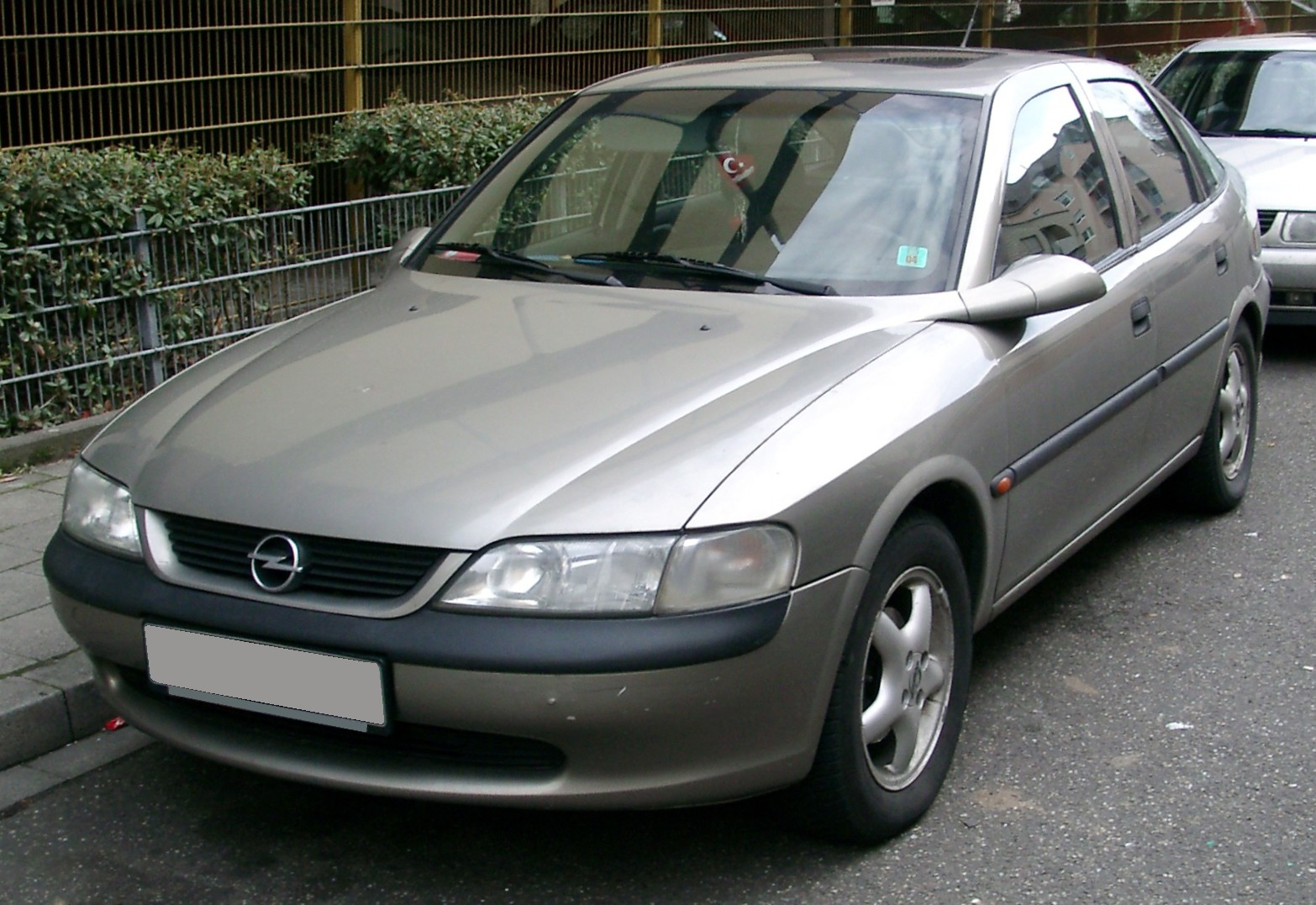
Opel Vectra B (1995–2002)
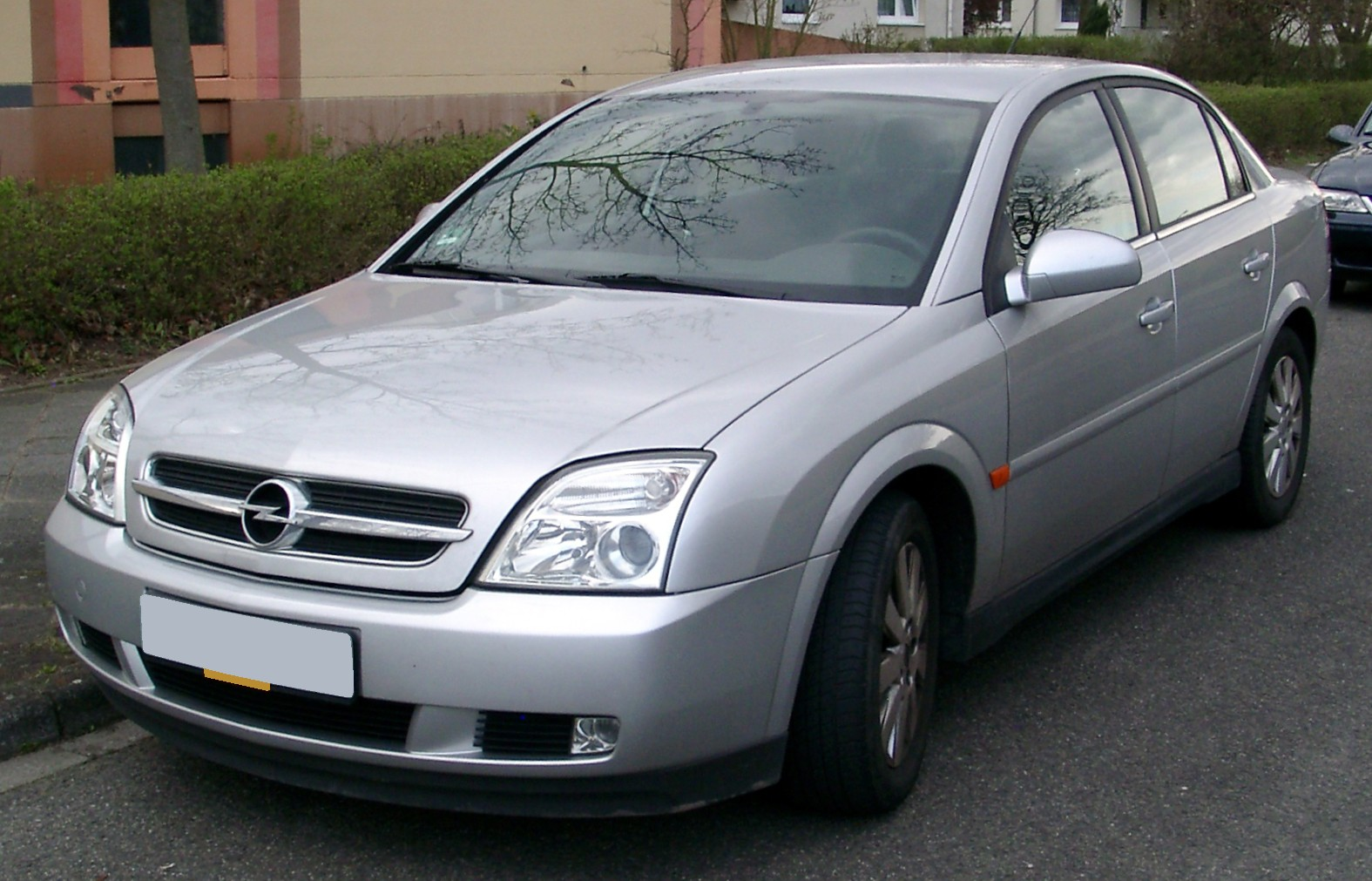
Opel Vectra C (2002–2008)

## Sonstiges
In den 1990er Jahren wurde der Vectra im Motorsport, unter anderem bei Formel-1-Rennen, als Safety Car eingesetzt.